# 柏村 (青森県)
柏村（かしわむら）は青森県西津軽郡に位置していた村である。2005年2月11日のつがる市発足に伴い廃止された。

## 地理
- 河川:岩木川

### 隣接していた自治体
- 五所川原市
- 西津軽郡：木造町、森田村
- 北津軽郡：鶴田町

## 歴史
- 1889年（明治22年）4月1日 町村制施行により桑野木田村、上古川村、下古川村、鷺坂村、稲盛村が合併し、柏村が発足。
- 1904年（明治37年）4月1日 木造町の大字広須、玉水を編入。
- 2005年（平成17年）2月11日 木造町、森田村、稲垣村、車力村と合併しつがる市となる。

## 村長
- 山内左五兵衛

## 姉妹都市・提携都市

### 国内
- 柏市（千葉県） 1994年（平成6年）11月19日 - その縁で、村役場（現:市役所柏分庁舎）には、柏市を本拠地とするサッカーJリーグ・柏レイソルを応援する垂れ幕が懸かっていた。

## 交通

### 鉄道
- JR五能線 - 村域内に駅はなく、木造駅か五所川原駅を利用する。

### バス
- 弘南バス
  - 村中心部を通る「五所川原〜廻堰〜鶴田」線は、2018年9月30日をもって廃止され[1]、旧柏村域区間はつがる市地域内交通柏線[2]に代替された。

### 道路
- 国道101号
- 青森県道37号弘前柏線
- 青森県道154号妙堂崎五所川原線
- 青森県道186号桑野木田南広森線
- 青森県道245号稲盛千代町山田線
- つがる市道下古川6号線[3] - 県道154号線から津軽自動車道に連絡する市道。

## 教育
- 柏小学校
- 柏中学校

## 名所・旧跡
- 津軽新田発祥の地
- 日本最古のりんご樹

## その他
- 旧柏村内には銀行の支店はないが、銀行ATMはコンビニやイオンモールつがる柏内など店舗外にはある[4]。